# قلعه کیوسو
قلعه کیوسو (به ژاپنی: 清洲城 Kiyosu-jō) یک قلعه ژاپنی در شهر کیوسو، آیچی، در استان آیچی در ژاپن است.